# Nun komm, der Heiden Heiland, BWV 61
Nun komm, der Heiden Heiland, BWV 61 (Vine ja, Salvador dels pagans), és una cantata religiosa de Johann Sebastian Bach per al primer diumenge d'Advent, estrenada a Weimar, el 2 de desembre de 1714.

## Origen i context
El text forma part del quart cicle de llibres sagrats d'Erdmann Neumeister (1714), que incorpora en el primer número, la primera estrofa d'un antic himne Wie Redemptor gentium, traduït per Luter l'any 1524; al número 4, un versicle de l'Apocalipsi (3, 20), i per al número 6, l'última estrofa del coral de Philipp Nicolai (1599), Wie schön leuchet der Morgernstern. Amb el primer diumenge d'Advent comença un nou any litúrgic, fet que explica el desig d'un feliç any nou que canta el tenor en la seva ària; és un temps que precedeix el Nadal i enllaça amb l'esperança del poble jueu de l'arribada del Messies. L'Advent consta de quatre diumenges, de manera que l'últim és el previ a Nadal, i de fet les quatre setmanes representen els quatre mil anys que, en llenguatge bíblic, van des de la creació del món a la vinguda de Jesús. Estrenada a Weimar fou interpretada de nou a Leipzig l'any 1723. Per a aquest diumenge es conserven, a més, la BWV 36 i la BWV 62.

## Anàlisi
Obra escrita per a soprano, tenor, baix i cor; corda i baix continu amb fagot. Consta de sis números.
1. Cor: Nun komm, der Heiden Heiland (Vine ja, Salvador dels pagans)
2. Recitatiu (tenor): Der Heiland ist gekommen (Ha vingut el Salvador)
3. Ària (tenor): Komm, Jesu, komm zu deiner Kirche (Vine, Jesús, vine a la teva Església)
4. Recitatiu (baix): Siehe, ich stehe vor der Tür und klopfe an (Mira que ja estic a la porta i truco)
5. Ària (soprano): Öffne dich, mein ganzes Herze (Obre’t, cor, de bat a bat)
6. Coral: Amen, amen! (Amen, amen!)

En tractar-se de l'obertura de l'any litúrgic Bach empra, en el número inicial, l'estructura pròpia de l'obertura francesa que, en aquest cas, consta de tres parts: una primera lenta i solemne, la segona en estil fugat i una tercera en què es fa una breu recapitulació, cantant a cappella l'última frase del coral. El recitatiu del tenor, número 2, comença acompanyat en secco pel continu, i canvia a arioso sobre les paraules “Tu has vingut i deixes que la llum resplendeixi plena de benaurança”. El número 3, és una ària da capo de tenor amb ritornello desenvolupat per la corda, en el text que segueix es demana un “venturós any nou”. L'únic recitatiu de baix és, amb el cor inicial, una de les meravelles de la cantata; el text, un versicle de Sant Joan, parla del truc a la porta i és acompanyat d'un pizzicato insistent de la corda i el continu reforçant aquesta idea. L'ària de soprano, acompanyada només pel continu, té un moment especialment interessant, l'exhortació inicial “obre’t, cor, de bat a bat” que, a continuació, s'enfosqueix en arribar a “sols són pols i terra”. La cantata es clou, amb la melodia cèlebre del coral indicat, confiada al soprano acompanyat per una polifonia de les altres veus doblades pels violins a l'uníson. Té una durada aproximada de quasi vint minuts.

## Discografia seleccionada
- J.S. Bach: Das Kantatenwerk. Sacred Cantatas Vol. 4. Nikolaus Harnoncourt, Tölzer Knabenchor (Gerard Schmidt-Gaden, director del cor), Concentus Musicus Wien, Seppi Krinwitter (solista del cor), Kurt Equiluz, Ruud van der Meer. (Teldec), 1994.
- J.S. Bach: The complete live recordings from the Bach Cantata Pilgrimage. CD 52: St Maria im Kapitol, Colònia; 3 de desembre de 2000. John Eliot Gardiner, Monteverdi Choir, English Baroque Soloists, Joanne Lunn, Jan Kobow, Dietrich Henschel. (Soli Deo Gloria), 2013.
- J.S. Bach: Complete Cantatas Vol. 2. Ton Koopman, Amsterdam Baroque Orchestra & Choir, Barbara Schlick, Christopher Prégardien, Klaus Mertens. (Challenge Classics), 1995.
- J.S. Bach: Cantatas Vol. 7. Masaaki Suzuki, Bach Collegium Japan, Ingrid Schmithüsen, Makoto Sakurada, Peter Kooij. (BIS), 1998.
- J.S. Bach: Church Cantatas Vol. 19. Helmuth Rilling, Gächinger Kantorei, Bach-Collegium Stuttgart. (Hänssler), 1999.
- J.S. Bach: Cantats for the Liturgical Year Vol 9. Sigiswald Kuijken, La Petite Bande, Gerlinde Sämann, Christoph Genz, Jan van der Crabben. (Accent), 2009.
- J.S. Bach: Advent Cantatas. John Eliot Gardiner, Monteverdi Choir, English Baroque Players, Nancy Argenta, Anthony Rolfe Jhonson, Olaf Bär. (Archiv Produktion), 2000.